# Lepidosperma pubisquameum
Lepidosperma pubisquameum är en halvgräsart som beskrevs av Ernst Gottlieb von Steudel. Lepidosperma pubisquameum ingår i släktet Lepidosperma och familjen halvgräs. Inga underarter finns listade i Catalogue of Life.